# FART ABDe 6/6
1963 erhielten die Ferrovie autolinee regionali ticinesi (FART) zwei elektrische Gelenktriebwagen des Typs ABDe 6/6 (sechsachsiger Triebwagen mit 1. Kl., 2. Kl. und Gepäckabteil). Konstruktiv lehnten sie sich an die vier Jahre zuvor abgelieferten FART-SSIF ABe 8/8 an, waren jedoch um ein Element kürzer. Die zwei Kastenelemente stützen sich in der Mitte auf einem Jakobsdrehgestell ab.
Die beiden Fahrzeuge führten bis zu Lieferung der Be 4/8 41–42 hauptsächlich die Regionalzüge Locarno-Camedo. Seither dienen sie als Reservetriebwagen, auch für die internationalen Züge nach Domodossola.
Die Triebwagen wurden von Schindler Waggon in Pratteln hergestellt, die elektrische Ausrüstung lieferte die BBC-Tochter Tecnomasio Italiano Brown Boveri (TIBB).
Die Triebwagen waren bei der Ablieferung als ABFe 6/6 beschriftet. Dies dürfte darauf zurückzuführen sein, dass zum Zeitpunkt der Bestellung noch der Buchstabe F für Gepäckabteil bei der Bauartbezeichnung galt, zum Ablieferungszeitpunkt wäre aber D amtlich korrekt gewesen. Allerdings fuhren die beiden Triebwagen noch jahrelang unbehelligt als ABFe durchs Centovalli. Aufgrund ihrer Verwandtschaft mit den Triebwagen 21–24 und 33–35 sind sie in Zeitschriften vereinzelt auch schon fälschlicherweise als ABe 6/6 bezeichnet worden.
Ab 2020 wurden mit dem ABDe 6/6 31 Publikumsfahrten als treno storico gemacht, dabei wurde der AB 110 mitgeführt, später der B 123. Der ABDe 6/6 32 war seit 2016 mangels Ersatzteilen abgestellt und wurde 2024 abgebrochen.
| Typ      | Eigner | Nummer | EVN              | Name             |  | Bemerkung                              | Ausrangierung |
| -------- | ------ | ------ | ---------------- | ---------------- |  | -------------------------------------- | ------------- |
| ABDe 6/6 | FART   | 31     | 90 85 843 0031-7 | "Berna" "Ticino" |  | eine Zeit lang als ADe 6/6 bezeichnet  |               |
| ABDe 6/6 | FART   | 32     | 90 85 843 0032-5 | "Vallese"        |  | August 2024 in Kaiseraugst abgebrochen |               |